# Грюйт

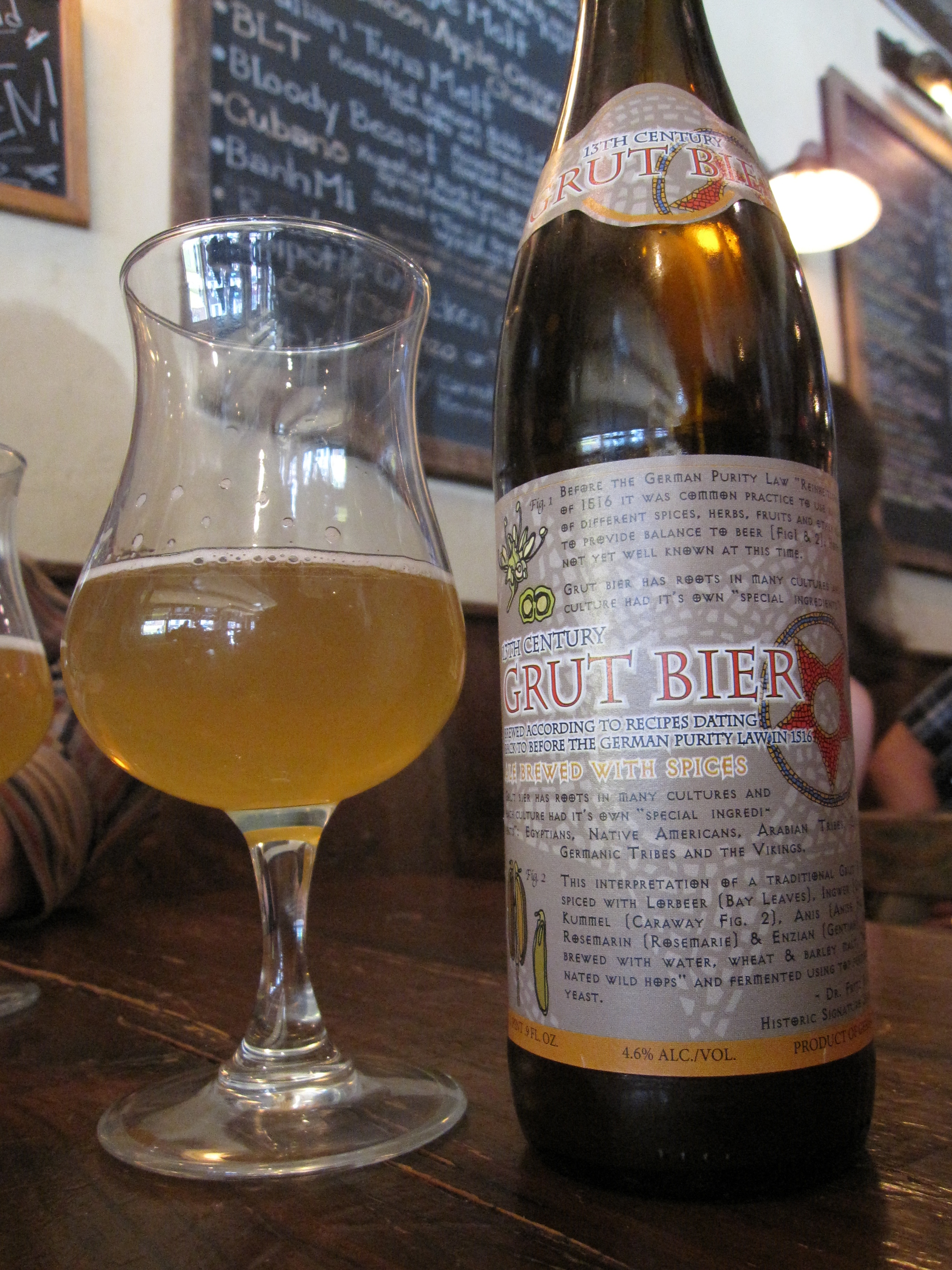
Современный грюйт, сваренный по рецепту XIII века.

Грюйт (Gruit) — травяное пиво, а также входившая в его состав смесь трав, употреблявшаяся в Западной Европе до распространения пивоварения на основе хмеля.
В состав грюйта входили растительные компоненты, обладающие тонизирующим, лёгким наркотическим и афродизиакальным действиями: восковница, полынь, тысячелистник, вереск, багульник. Также добавлялись ароматические травы, коренья и специи, набор которых мог различаться в зависимости от региона и ареала произрастания различных компонентов. Например, ягоды и молодые веточки можжевельника, молодые побеги и смола ели, имбирь, тмин, анис, лакрица, кориандр, мускатный орех, корица, шандра, будра и т. п. При приготовлении напитка использовался мёд.
Термин появился в Нидерландах и Бельгии, где право на торговлю грюйтом было монополией различных местных властей и фактически являлась налогом на пиво. С появлением хмеля, на который монополия не распространялась, спрос на грюйт как тонизирующий напиток неуклонно снижается; кроме того, хмель является консервантом, хотя и не тонизирует. Во времена реформации грюйт ассоциировался с католичеством и запрещался из религиозных соображений. К началу XVI века в германских государствах грюйт запретили к производству по закону о чистоте пива.